# Enrolamento

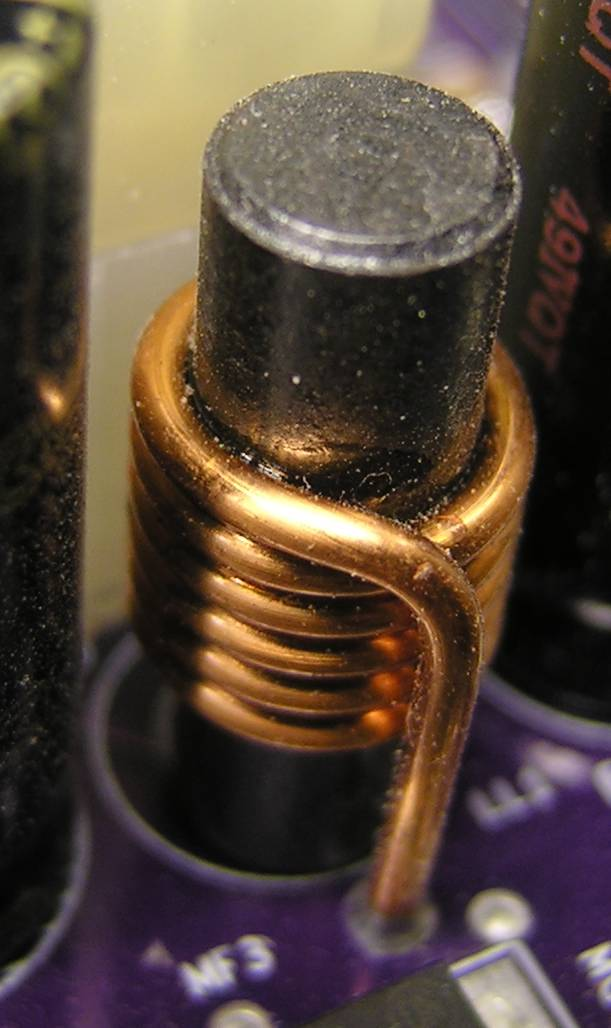
Enrolamento sobre um núcleo de ferrite (cerâmico) usado normalmente em rádios ou outros dispositivos elétricos

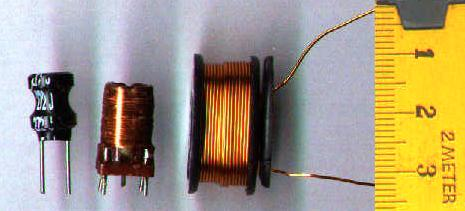
Alguns formatos de indutores

Enrolamento é um conjunto de fios condutores elétricos que formam uma bobina de um equipamento elétrico, com a finalidade de produzir campo magnético ou indutância. Basicamente são compostos por espiras enroladas em forma de mola sobre um núcleo cerâmico, metálico ou mesmo sem um núcleo (chamado de núcleo de ar).
O fio é geralmente de cobre, o qual recebe uma ou várias, camadas de verniz que o torna eletricamente isolado, para que não haja contacto elétrico entre as espiras. Os enrolamentos

## Campo magnético
Nesse caso é praticamente inevitável o uso de um núcleo para concentrar as linhas do campo magnético. O campo gerado pode ser utilizado para diversos fins dos mais banais aos mais refinados:
- Gravação em fitas magnéticas, como cassetes
- Geração de campo circulante em motores elétricos
- Eletroímãs para movimentação de cargas metálicas
- Campos de máquinas de ressonância magnética (campo principal)
- Abertura de trancas elétricas

## Indução magnética
Qualquer enrolamento apresenta uma indutância a qual, em certos tipos de circuitos elétricos, se faz indispensável para o funcionamento deste. Mesmo no caso dos enrolamentos simplesmente feitos para criar campos magnéticos o efeito físico da indutância está lá apesar de não ser efetivamente utilizado.
Dependendo do circuito no qual o enrolamento está inserido, do núcleo usado, do tipo de fio, do tamanho e espaçamento das espiras, do formato das espiras e da posição do núcleo (caso exista), o resultado final obtido é tremendamente afetado.
Para citar alguns usos deste tipo de enrolamento:
- Bobinas de rádios
- Indutores de fonte chaveadas
- Máquinas de ressonância megnética (campo gradiente)
- Diversos tipo de sensores
- Radares de velocidade de veículos